# Инаугурација председника Џоа Бајдена
Инаугурација Џоа Бајдена за 46. председника Сједињених Држава одржана је 20. јануара 2021. пре подне (ЕСТ), обележавајући почетак четворогодишњег мандата Џоа Бајдена као председника и Камалу Хариса као потпредседника. Инаугурациона церемонија одржана је на западном фронту Капитола Сједињених Држава у Вашингтону, и била је 59. председничка инаугурација. Бајден је положио председничку заклетву, пре чега је Харис положила потпредседничку заклетву. Инаугурација се догодила усред изванредних политичких, јавних здравствених, економских и криза националне безбедности, укључујући покушаје одлазећег председника Доналда Трампа да поништи председничке изборе у Сједињеним Државама 2020. године, који су подстакли олује на Капитол; Трампов други импичмент без преседана; и претњу раширеним грађанским немирима, који су подстакли одговор на спровођење закона широм земље. Свечаности су нагло умањене напорима да се спречи ширење ковида 19 и ублажи потенцијал за насиље у близини Капитола. Публика уживо била је ограничена; чланови Конгреса могли су присуствовати са једним гостом по свом избору, налик на адресу државе Уније. За заштиту учесника у церемонији коришћене су мере јавног здравља попут обавезних покривача за лице, испитивања, провере температуре и социјалног удаљавања.

## Контекст
Инаугурација је означила формални врхунац председничке транзиције Џоа Бајдена, који је постао изабрани председник након победе над Доналдом Трампом на америчким председничким изборима 3. новембра 2020. Победу Бајдена и његовог кандидата Хариса, формализовао је Изборно гласање на колеџу, које се одржало 14. децембра 2020. У складу са чланом И, одељком 6 Устава Сједињених Држава, Харис је поднела оставку на место у Сенату Сједињених Америчких Држава које је ступило на снагу 18. јануара 2021. у подне. Трамп је више пута лажно оспорио легитимитет избора, али посвећен уредном преласку власти тачно два месеца након губитка. По својој инаугурацији, Бајден је постао најстарији председник са 78 година и 61 дан, старији по преузимању функције од Роналда Регана, који је функцију напустио са 77 година, 349 дана. Такође је постао први председник из Делавера, други католик после Џона Ф. Кенедија и петнаести бивши потпредседник који је служио као председник. Харис је постала прва жена, прва Афроамериканка и прва потпредседница Азијске Америке.

## Организатори

### Заједнички конгресни комитет
Церемонију полагања присеге за изабраног председника Бајдена и новоизабраног потпредседника Харисове планирао је Заједнички одбор за инаугуралне церемоније, двостраначки одбор састављен од америчких сенатора Рој Блунта (председник), Митча МкКонела и Ами Клобучар и Сједињених Држава Представници Ненси Пелоси, Стени Хоиер и Кевин Макартни.Одбор надгледа Одбор за правила и администрацију Сената САД.8. децембра 2020. републикански чланови одбора гласали су против резолуције којом би се Бајден јавно признао за изабраног председника, а Хариса за изабраног потпредседника. [14] Након што је Бајденову победу потврдио Изборни колеџ, Блунт и неколико других републиканских сенатора коначно су га признали за изабраног председника, наводећи да ће олакшати комуникацију са Бајденовим председничким оснивачким одбором како би се припремио за инаугурацију.

### Председнички инаугурални одбор
Председнички инаугурациони одбор 2021. године организовао је неколико других догађаја везаних за инаугурацију у режији изабраног председника и изабраног потпредседника Сједињених Држава. Одбор су водили Џим Клибурн, Ерик Гарчети, Цедрик Рихмонт, Лиса Блунт Рочестер и Гретхен Вилтмер (копредсједавајући), Тони Ален (извршни директор), Мају Варгесе (извршни директор), Ивана Цанкела и Ерин Вилсон (замјеник извршног директора) директори), Давид А. Кеслер (главни медицински саветник) и Адриене Елрод (директор за таленте и спољне послове).Комитет је ангажовао Стефани Кутер и Рики Киршенер, који су произвели углавном виртуалну Демократску националну конвенцију 2020. године, заједно са Глен Веисом да организују уводно програмирање.

## Планирање
Дана 3. септембра 2020. године, Полицијски одбор Капитола објавио је да ће јавни приступ Западном фронту Капитола Сједињених Држава бити ограничен од 7. септембра 2020. до 28. фебруара 2021. године, како би „омогућио сигурну и сигурну изградњу Инаугуралне платформа, трибине и друга инфраструктура неопходна за подршку догађају “.Изградња је започета 29. септембра 2020.Традиционална „прва церемонија забијања ноктију“ у знак сећања на почетак изградње уводне платформе није одржана, јер се поклопила са смрћу и државним сахраном Рут Бадер Гинсбург, судије Врховног суда.  Платформа може да подржи 1.600 гледалаца. Међутим, много мање је било дозвољено за овај догађај због ограничења присуства дизајнираних да спрече ширење ковида 19. Још 1.000 људи, често хорова и музичких гостију, традиционално је смештено на успонима изнад платформе, али они нису били искоришћени у пуном капацитету за овај догађај.